# Курташка
Курта́шка (рос. Курташка) — село у складі Ташлинського району Оренбурзької області, Росія.

## Населення
Населення — 121 особа (2010; 139 у 2002).
Національний склад (станом на 2002 рік):
- росіяни — 41 %
- мордва — 29 %